# Глоттальные согласные
Глоттальные согласные — согласные звуки, образуемые смыканием голосовых связок.

## Характеристика

11 - глоттальные
12 - эпиглоттальные

Гортанная смычка встречается во многих языках. В немецком языке гортанная смычка называется «твёрдым приступом» (нем. Knacklaut). Именно этот звук придаёт специфическую «резкость» немецкой речи. В арабском и немецком языках слова не начинаются с гласных: арабские и немецкие слова, в иностранной транслитерации начинающиеся с гласных, на самом деле начинаются с гортанной смычки.
В большинстве языков, использующих латиницу, гортанная смычка обозначается апострофом или же буквами h или q; в гавайском языке гортанная смычка обозначается на письме одинарным «перевёрнутым» апострофом ‘. В арабском алфавите гортанная смычка обозначается специальной буквой «хамза» (ء).

## Глоттальные согласные вМФА
| МФА | Описание         | Пример     | Пример       | Пример      | Пример           |
| --- | ---------------- | ---------- | ------------ | ----------- | ---------------- |
| МФА | Описание         | Язык       | Правописание | МФА         | Значение         |
|     | гортанная смычка | гавайский  | ‘okina       | [ʔo.ˈki.na] | гортанная смычка |
|     | звонкий щелевой  | чешский    | Praha        | [pra.ɦa]    | Прага            |
|     | глухой щелевой   | английский | hat          | [hæt]       | шляпа            |